# 월터 카티에르
월터 카티에이(Walter Cartier, 1924년 3월 29일 ~ 1995년 8월 17일)는 미국의 배우, 권투 선수이다.
뉴욕에서 태어났다.

## 출연 작품
- 상처 뿐인 영광 (1956년)
- 시합날 (1951년) - 본인 역

### 텔레비전
- 빌코 상사 (1955년)